# Насыров, Юнер Яруллович
Юнер Яруллович Насыров (26 августа 1935, Нижние Услы, Башкирская АССР — 13 октября 2002, Нефтекамск, Башкортостан) — башкирский художник. Заслуженный работник культуры РБ (1996). Член Союза художников СССР с 1980 года.

## Биография
Насыров Юнер Яруллович родился 26 августа 1935 года в д. Нижние Услы Стерлитамакского района БАССР.
В 1962 году окончил Республиканское художественное училище им. М. Олимова в г. Душанбе, Таджикской ССР.
С 1962 года жил и работал в г. Нефтекамске РБ.
Член Союза художников СССР с 1980 года, творческого объединения «Артыш» — с 1995 года.
В 1992—1993 года усилиями художника было положено начало музейной коллекции галереи «Мирас» в Нефтекамске, в которой он в 1994—2002 годах и работал директором.
Скончался 13 октября 2002 года в г. Нефтекамске РБ.
Насыров Юнер Яруллович — автор около 200 полотен живописи и графики.
Картины художника хранятся в собраниях БГХМ им. М. В. Нестерова, в Уфимской картинной галерее, в галереях «Академия» (Уфа) и «Мирас».

## Выставки
Участник республиканских и всесоюзных художественных выставок с 1974 года.

## Награды и звания
Заслуженный работник культуры РБ (1996)